# Аменемхет III
Аменемхет III је староегипатски фараон дванаесте династије, који је владао од око 1842. до 1795. годнине п. н. е. Могуће је да је до 20 година био сувладар свога оца Сесостриса III. Са почетком 45. године власти (1798. године п. н. е) прогласио је свог сина Аменемхета IV за сувладара. Кћи Аменемхета III, Собекнеферу, била је последњи владар дванаесте династије.
Аменемхетово тронско име Нимаатре значи: „Онај који припада Раовој правди“.
Сматра се једним од најзначајнијих владара Средњег краљевства. Од оца је наследио велику и стабилну државу. Своју дугу владавину (око 45 година) посветио је уређењу земље, нарочито Фајумске оазе. Још је Сесострис II започео уређење ове некадашње мочваре, али је она под Аменемхетом достигла врхунац. Канали за наводњавање и брана претворили су је у плодну пољопривредну област. Фараон је био толико поносан на своје дело да је напустио грађење пирамиде код Дашура и изградио своју гробницу у оази, код Хаваре. Гробница се састојала од пирамиде и огромног храма кога су грчки историчари описивали као легендарни лавиринт. Просперитет ове епохе огледа се у велелепним гробницама његових писара и службеника.
Трговина је такође цветала у доба фараона Аменехмета. Приморски градови Сирије (Библос, Угарит) били су под јаким египатским утицајем. Фараон је примио много емиграната из Азије који су радили на изградњи његових грађевинских подухвата.
Пад дванаесте династије почиње ускоро после смрти Аменехмета III, можда и због проблема око наслеђа. 